# Campeonato Carioca de Futebol de 1986 - Terceira Divisão
O Campeonato Carioca da Terceira Divisão de 1986 foi uma edição da terceira divisão do campeonato estadual de futebol profissional do Rio de Janeiro. A competição foi organizada pela Federação de Futebol do Estado do Rio de Janeiro (FERJ).
Ao final da competição, sagrou-se campeão o Tomazinho e vice-campeão o Nova Cidade. Ambos foram promovidos para a Segunda Divisão de 1987.

## Participantes
- União Esportiva Coelho da Rocha, de São João de Meriti
- Cruzeiro Futebol Clube, de Niterói
- Esporte Clube Nova Cidade, de Nilópolis
- Olympico Futebol Clube, de Bom Jesus de Itabapoana
- Saquarema Futebol Clube, de Saquarema
- Tamoyo Esporte Clube, de Cabo Frio
- Tomazinho Futebol Clube, de São João de Meriti
- Associação Atlética Volantes, de Nova Iguaçu
- Associação Esportiva XV de Novembro, de Araruama